# Heteropoda kuekenthali
Heteropoda kuekenthali este o specie de păianjeni din genul Heteropoda, familia Sparassidae, descrisă de Pocock, 1897. Conform Catalogue of Life specia Heteropoda kuekenthali nu are subspecii cunoscute.